# Płoszczyna
Płoszczyna (niem. Flachenseiffen) – wieś w Polsce, położona w województwie dolnośląskim, w powiecie karkonoskim, w gminie Jeżów Sudecki.

## Podział administracyjny
| SIMC    | Nazwa       | Rodzaj    |
| ------- | ----------- | --------- |
| 0189807 | Płoszczynka | część wsi |

W latach 1975–1998 miejscowość administracyjnie należała do województwa jeleniogórskiego. Częścią wsi jest Płoszczynka.

## Nazwy historyczne
- 1305 Seiffen, Flachensiphen, Flachenseiffen
- 1726 Flachen Seiffen
- 1765 Flachenseiffen
- 1945 Biały Potok
- 1947 Płoszczyna